# Prix Kalevi-Jäntti
Pour les articles homonymes, voir Kalevi.
Le prix Kalevi-Jäntti est un prix littéraire finlandais annuel décerné aux jeunes auteurs, il s'élève à 15 000 € (en 2008).

## Présentation
Le fonds Kalevi Jäntti fut créé par Jalmari Jäntti, président de WSOY et par sa femme Hildur Jäntti en 1942 en mémoire du décès de leur jeune fils Kalevi. 
Le bureau de la fondation est formé de Satu Jäntti-Alanko, Jaakko Jäntti, Tiina Krohn, Jyrki Nummi, Touko Siltala et Saila Susiluoto.

## Liste des lauréats
| Année | Auteur                                                                  | Titre                                                                                    |
| ----- | ----------------------------------------------------------------------- | ---------------------------------------------------------------------------------------- |
| 2024  | Salli Kari Carlos Lievonen Milka Luhtaniemi                             | Vedestä ja surusta Vain heteitä Tauoton                                                  |
| 2023  | Niko Hallikainen Aino Vähäpesola                                        | Suuri märkä salaisuus Suurenmoinen epävire                                               |
| 2022  | Iida Sofia Hirvonen Veera Milja Eeva Turunen                            | Radalla Supersalanen tyttöpäiväkirja Sivistynyt ja miellyttävä ihminen                   |
| 2021  | Katri Naukari Sanna Puutonen Pauli Tapio Joonatan Tola                  | Yhden puun tuho Sydänmuuri Tyhjä, suuri ja öinen Punainen planeetta                      |
| 2020  | Anu Kaaja Helmi Kajaste Sini Silveri                                    | Katie-Kate Rakenna, kärsi ja unhoita Titaanidisko                                        |
| 2019  | Juhani Karila Reetta Pekkanen Pontus Purokuru                           | Pienen hauen pyydystys Kärhi Römaani                                                     |
| 2018  | Silvia Hosseini Susinukke Kosola Kaija Rantakari Maija Sirkjärvi        | Pölyn ylistys Varisto Koko meren laajuus Barbara ja muita hurrikaaneja                   |
| 2017  | Olavi Koistinen Maria Matinmikko Matias Riikonen                        | Mies joka laski miljardiin Värit Suuri fuuga                                             |
| 2016  | Johannes Ekholm Aura Nurmi Soili Pohjalainen                            | Rakkaus niinku Villieläimiä Käyttövehkeitä                                               |
| 2015  | Kristian Blomberg Iida Rauma Katja Raunio                               | Valokaaria Seksistä ja matematiikasta Käy kaikki toteen                                  |
| 2014  | Miira Luhtavaara Antti Salminen                                         | Ruohikon luut Lomonosovin moottori                                                       |
| 2013  | Antti Heikkinen Maija Muinonen Leena Parkkinen                          | Pihkatappi Mustat paperit Galtbystä länteen                                              |
| 2012  | Lassi Hyvärinen Emmi Itäranta Mikko Myllylahti                          | Keisarin tie Teemestarin kirja Väylä                                                     |
| 2011  | Katja Kettu Henriikka Tavi Jaakko Yli-Juonikas                          | Kätilö (La Sage-femme) Toivo Uneksija                                                    |
| 2010  | Marko Hautala Elina Hirvonen Harry Salmenniemi                          | Käärinliinat Kauimpana kuolemasta Texas, sakset                                          |
| 2009  | Turkka Hautala Vilja-Tuulia Huotarinen Sanna Karlström Miika Nousiainen | Salo Iloisen lehmän runot Harry Harlow'n rakkauselämät Maaninkavaara                     |
| 2008  | Marja-Liisa Heino Riku Korhonen Turo Kuningas Sofi Oksanen              | Suomen suuntaan Lääkäriromaani Työkalupakki Puhdistus                                    |
| 2007  | Vesa Haapala Taina Latvala Antti Nylén Olli Sinivaara Sinikka Vuola     | Vantaa Arvostelukappale Vihan ja katkeruuden esseet Palava maa Orkesteri jota emme kuule |
| 2006  | Tuuve Aro Marianna Kurtto Markku Pääskynen Eino Santanen Jarkko Tontti  | Merkki Eksyneitten valtakunta Vihan päivä Merihevonen kääntää kylkeään Vuosikirja        |
| 2005  | Tuomas Kyrö Risto Oikarinen                                             | Liitto Puupuhaltaja                                                                      |
| 2004  | Mikko Rimminen Aki Salmela                                              | Pussikaljaromaani Sanomattomia lehtiä                                                    |
| 2003  | Juha Itkonen                                                            | Myöhempien aikojen pyhiä                                                                 |
| 2002  | Ranya Paasonen Petri Tamminen                                           | Auringon asema Piiloutujan maa                                                           |
| 2001  | Jari Järvelä Saila Susiluoto                                            | Veden paino Siivekkäät ja hännäkkäät                                                     |
| 2000  | Asko Sahlberg                                                           | Pimeän ääni                                                                              |
| 1999  | Marko Leino                                                             | Miehen tehtävä                                                                           |
| 1998  | Ilkka Remes                                                             | Pääkallokehrääjä                                                                         |
| 1997  | Kreetta Onkeli                                                          | Ilonen Talo                                                                              |
| 1996  | Tomi Kontio Annukka Peura Jari Ehrnrooth                                | Uumen Erotus Asentoja (tunnustuspalkinto)                                                |
| 1995  | Jyrki Kiiskinen                                                         | Suomies                                                                                  |
| 1994  | Kaj Kalin Hannu Raittila                                                | Veressä Pakosarja                                                                        |
| 1993  | Jari Tervo Maarit Verronen                                              | Pohjan hovi Älä maksa lautturille                                                        |
| 1992  | Anne Hänninen Leena Lander                                              | Hedelmäntäysi Tummien perhosten koti                                                     |
| 1991  | Tiina Kaila                                                             | Bruno                                                                                    |
| 1990  | Satu Salminiitty Petter Sairanen                                        | Raottuvien ovien valo Sähköllä valaistu talo                                             |
| 1989  | Kari Hotakainen Timo Pusa                                               | Runokirja Tatuoitu sydän                                                                 |
| 1988  | Juha Seppälä Ilkka Pitkänen                                             | Taivaanranta Soutaja (tunnustuspalkinto)                                                 |
| 1987  | Tiina Kaila Rosa Liksom                                                 | Valon nälkä Yhden yön pysäkki ja Unohdettu vartti                                        |
| 1986  | Joni Skiftesvik                                                         | Tuulen poika                                                                             |
| 1985  | Prix non décerné                                                        |                                                                                          |
| 1984  | Olli Jalonen                                                            | Hotelli eläville                                                                         |
| 1983  | Raija Siekkinen Ilpo Tiihonen                                           | Tuomitut Eroikka                                                                         |
| 1982  | Antti Jalava                                                            | Asfalttikukka                                                                            |
| 1981  | Annika Idström Harri Sirola                                             | Sinitaivas Abiturientti                                                                  |
| 1980  | Prix non décerné                                                        |                                                                                          |
| 1979  | Jorma Eronen Arto Melleri                                               | Uigur Schlaageriseppele                                                                  |
| 1978  | Hannu Aho Matti Pulkkinen                                               | Saara Ja pesäpuu itki                                                                    |
| 1977  | Prix non décerné                                                        |                                                                                          |
| 1976  | Helinä Siikala                                                          | Kenellä on kotinsa kaukana                                                               |
| 1975  | Leena Krohn                                                             | Viimeinen kesävieras                                                                     |
| 1974  | Heikki Turunen                                                          | Simpauttaja                                                                              |
| 1973  | Kristiina Pelto-Timperi Merja Huttunen                                  | Syreenikiitäjä ja Tule se päivä Hello love                                               |
| 1972  | Prix non décerné                                                        |                                                                                          |
| 1971  | Lassi Sinkkonen                                                         | Sumuruisku ja Solveigin laulu                                                            |
| 1970  | Prix non décerné                                                        |                                                                                          |
| 1969  | Juhani Peltonen                                                         | Päivän sankari                                                                           |
| 1968  | Jorma Ranivaara Lauri Immonen                                           | Vanha Rahikainen ja valkoinen Iljušin Unohdettujen rintama                               |
| 1967  | Prix non décerné                                                        |                                                                                          |
| 1966  | Iikka Vuotila                                                           | Paljon haltiaksi                                                                         |
| 1965  | Pentti Fabritius Marja-Leena Mikkola                                    | Sammalen alta Tyttö kuin kitara                                                          |
| 1964  | Prix non décerné                                                        |                                                                                          |
| 1963  | Harri Tapper                                                            | Kirkonrakentajaveljekset                                                                 |
| 1962  | Väinö Kirstinä Pentti Konttinen                                         | Lakeus Huomenta kaupunki                                                                 |
| 1961  | Harri Kaasalainen                                                       | Simultaani                                                                               |
| 1960  | Martti Joenpolvi                                                        | Kevään kuusi päivää                                                                      |
| 1959  | Pentti Saarikoski                                                       | Toisia runoja                                                                            |
| 1958  | Satu Waltari                                                            | Haikeat leikit                                                                           |
| 1957  | Prix non décerné                                                        |                                                                                          |
| 1956  | Paavo Rintala                                                           | Rikas ja köyhä                                                                           |
| 1955  | Martti Palkispää                                                        | Nappaslieriäiset                                                                         |
| 1954  | Kirsi Kunnas                                                            | Tuuli nousee                                                                             |
| 1953  | Marko Tapio                                                             | Lasinen pyykkilauta                                                                      |
| 1952  | Eeva Joenpelto                                                          | Veljen varjo                                                                             |
| 1951  | Veikko Huovinen                                                         | Hirri                                                                                    |
| 1950  | Helvi Juvonen                                                           | Kääpiöpuu                                                                                |
| 1949  | Väinö Linna                                                             | Päämäärä ja Musta rakkaus                                                                |
| 1948  | Lauri Viita                                                             | Betonimylläri                                                                            |
| 1947  | Aila Meriluoto                                                          | Lasimaalaus                                                                              |
| 1946  | Eila Kivikk'aho                                                         | Sinikallio ja Viuhkalaulu                                                                |
| 1945  | Eila Pennanen                                                           | Kaadetut pihlajat                                                                        |
| 1944  | Olavi Siippainen                                                        | Nuoruus sumussa, Loppuun saakka ja Suuntana läntinen                                     |
| 1943  | Oiva Paloheimo                                                          | Levoton lapsuus                                                                          |
| 1942  | Tatu Vaaskivi                                                           | Yksinvaltias                                                                             |